# أناكسيدامس
أناكسيدامس (باليونانية: Ἀναξίδαμος) هو الملك الثاني عشر لأسبرطة من سلالة يوريبونتيد، وابن زيوكسيداموس خلفه ابنه أرخيداموس الأول.

## وصلات خارجية
- مولر، كارل أوتفريد تاريخ وآثار السلالة الدوريون. (باللغة الإنجليزية)
- بوسانياس، وصف اليونان (باللغة الإنجليزية)